# Experimento de pulso y caza

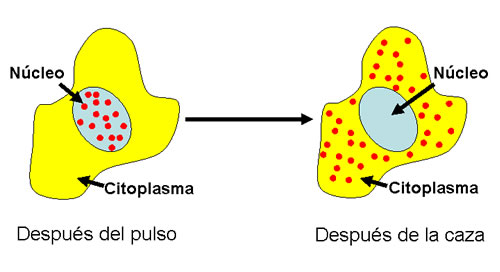
El experimento de pulso y caza permitió identificar al ARN como el probable intermediario entre el ADN y las proteínas durante la expresión de los genes.

En bioquímica y biología molecular, un experimento de pulso y caza es un método para examinar un proceso celular que ocurre a través del tiempo, mediante la exposición sucesiva de las células a un compuesto radioactivo, como por ejemplo los compuestos radiactivos de uracilo que se utilizan para detectar ARN.  A través de este proceso se pudo determinar que el ARNm corresponde a la molécula intermediaria en el flujo de la información desde el núcleo donde se encuentra el ADN de una  células eucarionte al citoplasma ( en procariontes el experimento no sirve porque la proteína y la cadena de ARN se crea en el citoplasma junto a los ribosomas por falta de la presencia de un núcleo)  
En este experimento se cultivaron células en medios experimentales. Cada ciertos intervalos de tiempo se les añadió uracilo, marcada radiactivamente. El uracilo corresponde a un nucleósido específico del ARN, de tal manera que las células incorporan estas moléculas marcadas para fabricar ARN. Luego de estos "pulsos"  con uracilo marcado radiactivamente, los investigadores detectaron la localización de las marcas radiactivas en la célula, por las pistas que detecta la película fotográfica en donde  las partículas dejan huellas fotográficas con señales radiactivas. Es así como se pudo establecer que el ARN era primero producido en el núcleo celular de los organismos eucariontes y luego se trasladaba hacia el citoplasma. De esta manera, el ARN fue un candidato evidente para mediar la transferencia de información desde el ADN a las proteínas.

## Antecedentes
En 1957, Volkin y Astrachan hicieron una observación que coincidía con la hipótesis del ARN como intermediario de la información genética. Estos investigadores, usando experimentos de pulso y caza con uridina radiactiva en bacterias infectadas con virus, detectaron un explosivo aumento en la cantidad de ARN radioactiva en las células bacterianas luego de la infección. Como es sabido, los virus inyectan su genoma en las células hospederas, las que a su vez lo expresan originando nuevos virus. Además, estos científicos verificaron que existía una gran similitud entre ese ARN y el ADN viral. Esta observación indicaba que, en las bacterias, el ADN viral era copiado en forma de ARN.